# Volume Two (álbum de Soft Machine)
Volume Two es un LP de The Soft Machine, publicado en 1969. La influencia del jazz se introduce al humor, dadaísmo, y psicodélia del álbum debut.
El disco fue inspirado por Absolutely Free de Frank Zappa, y consiste de dos composiciones largas, con "As Long as He Lies Perfectly Still" y "Dedicated to You" sirviendo como interludios. Siguiendo la recomendación de Zappa, la banda separó las dos suites en pedazos más pequeños para aumentar los ingresos de la banda desde el álbum.

## Lista de canciones

### Lado A
1. Rivmic Melodies - 17:07
  1. "Pataphysical Introduction – Pt. 1" (Robert Wyatt) – 1:00
  2. "A Concise British Alphabet – Pt. 1" (Hugh Hopper, arr. Wyatt) – 0:10
  3. "Hibou, Anemone and Bear" (Mike Ratledge, Wyatt) – 5:58
  4. "A Concise British Alphabet – Pt. 2" (Hopper, arr. Wyatt) – 0:12
  5. "Hulloder" (Hopper, Wyatt) – 0:52
  6. "Dada Was Here" (Hopper, Wyatt) – 3:25
  7. "Thank You Pierrot Lunaire" (Hopper, Wyatt) – 0:47
  8. "Have You Ever Bean Green?" (Hopper, Wyatt) – 1:23
  9. "Pataphysical Introduction – Pt. 2" (Wyatt) – 0:50
  10. "Out of Tunes" (Ratledge, Hopper, Wyatt) – 2:30

### Lado B
1. Esther's Nose Job - 16:13
  1. "As Long as He Lies Perfectly Still" (Ratledge, Wyatt) – 2:30
  2. "Dedicated to You But You Weren't Listening" (Hopper) – 2:30
  3. "Fire Engine Passing with Bells Clanging" (Ratledge) – 1:50
  4. "Pig" (Ratledge) – 2:08
  5. "Orange Skin Food" (Ratledge) – 1:52
  6. "A Door Opens and Closes" (Ratledge) – 1:09
  7. "10.30 Returns to the Bedroom" (Ratledge, Hopper, Wyatt) – 4:14

## Personal
- Robert Wyatt – batería, voz principal y coros
- Mike Ratledge – teclados, Flauta traversa (temas 3 y 10)
- Hugh Hopper – bajo, guitarra acústica (tema 12) y saxofón alto (3 y 14-16)

Adicional
- Brian Hopper – saxofones tenor y soprano